# ヒスイ海岸 (糸魚川市)
座標: 北緯37度3分4.26秒 東経137度52分44.91秒 / 北緯37.0511833度 東経137.8791417度

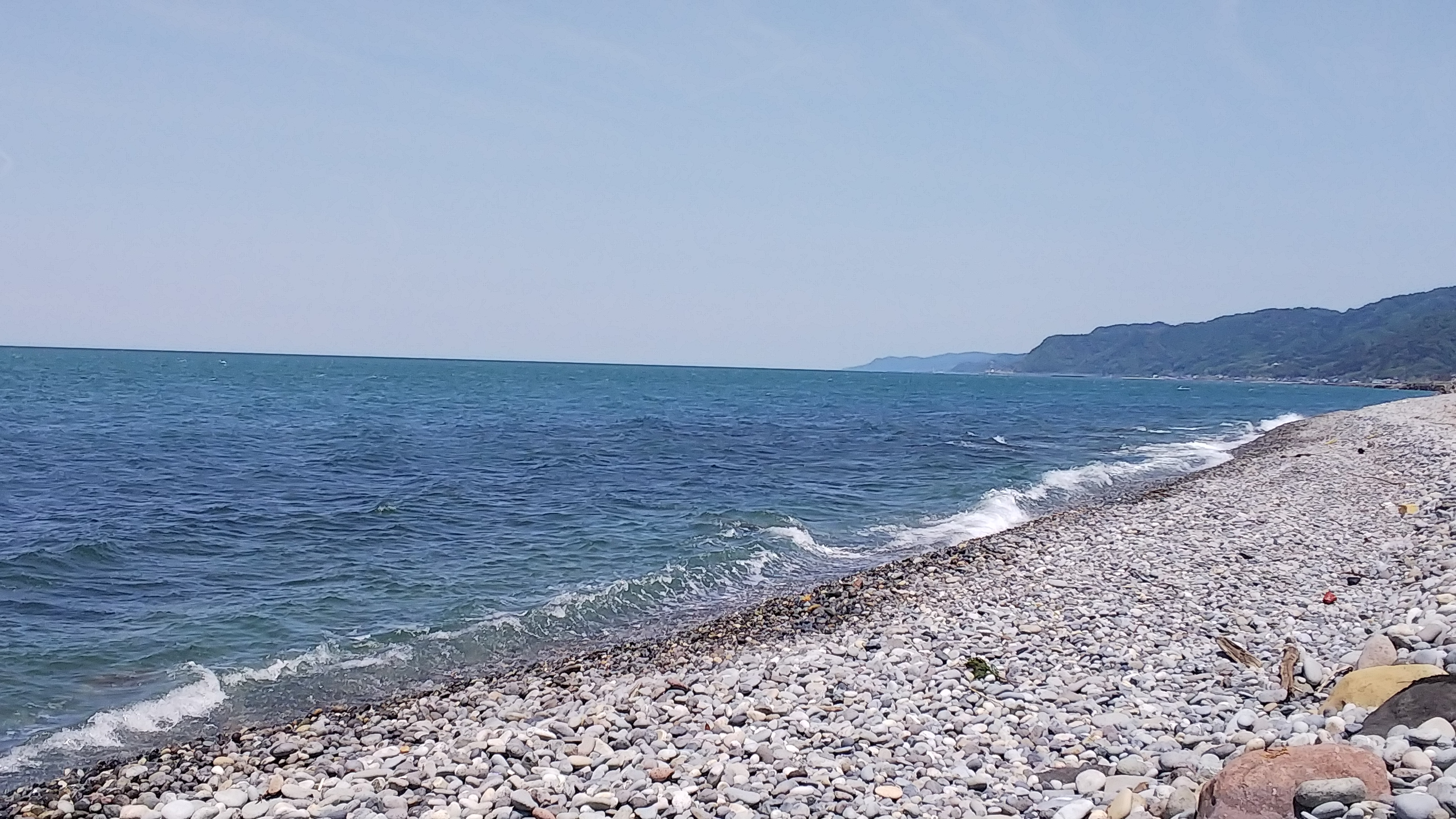
ヒスイ海岸（糸魚川市寺町付近）

ヒスイ海岸（ヒスイかいがん）は、新潟県糸魚川市に位置する海岸の通称である。この通称は、同市内の海岸線でヒスイの原石を拾うことができることに由来する。

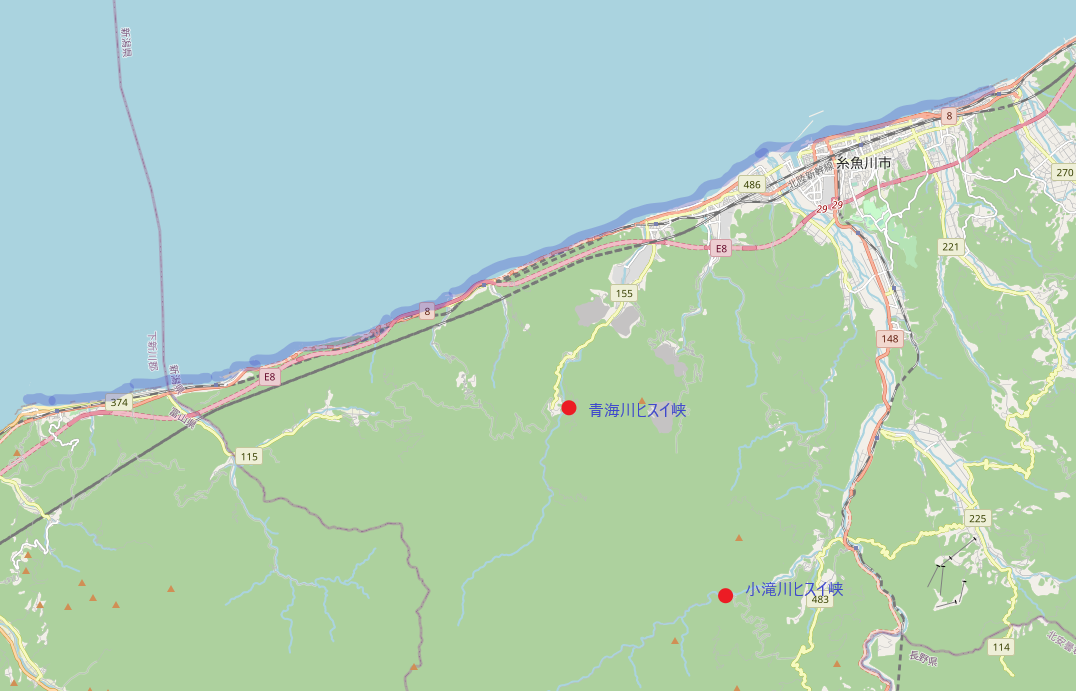
糸魚川周辺のヒスイ産地とヒスイがよく見られる海岸線の地図。ヒスイがよく見られる海岸線は、地図上で青い太線で表示している（木島勉「縄文時代における翡翠加工 生産遺跡とその技術」『ヒスイ文化フォーラム2003』より）

糸魚川市に属する海岸のうち、糸魚川海岸（いといがわかいがん）と青海海岸（おうみかいがん）、そして親不知海岸（おやしらずかいがん）と市振海岸（いちぶりかいがん）の4地点が糸魚川ジオパークを構成する24のジオサイトに含まれている。ヒスイ海岸では通称の由来となったヒスイ以外にも、ルビーやサファイアなどが時折見つかることがある。糸魚川市の海岸で見られる石の種類は日本一といわれ、同市は「（自称）日本一の石ころタウン」と名乗っている。

## ヒスイ海岸の成り立ち

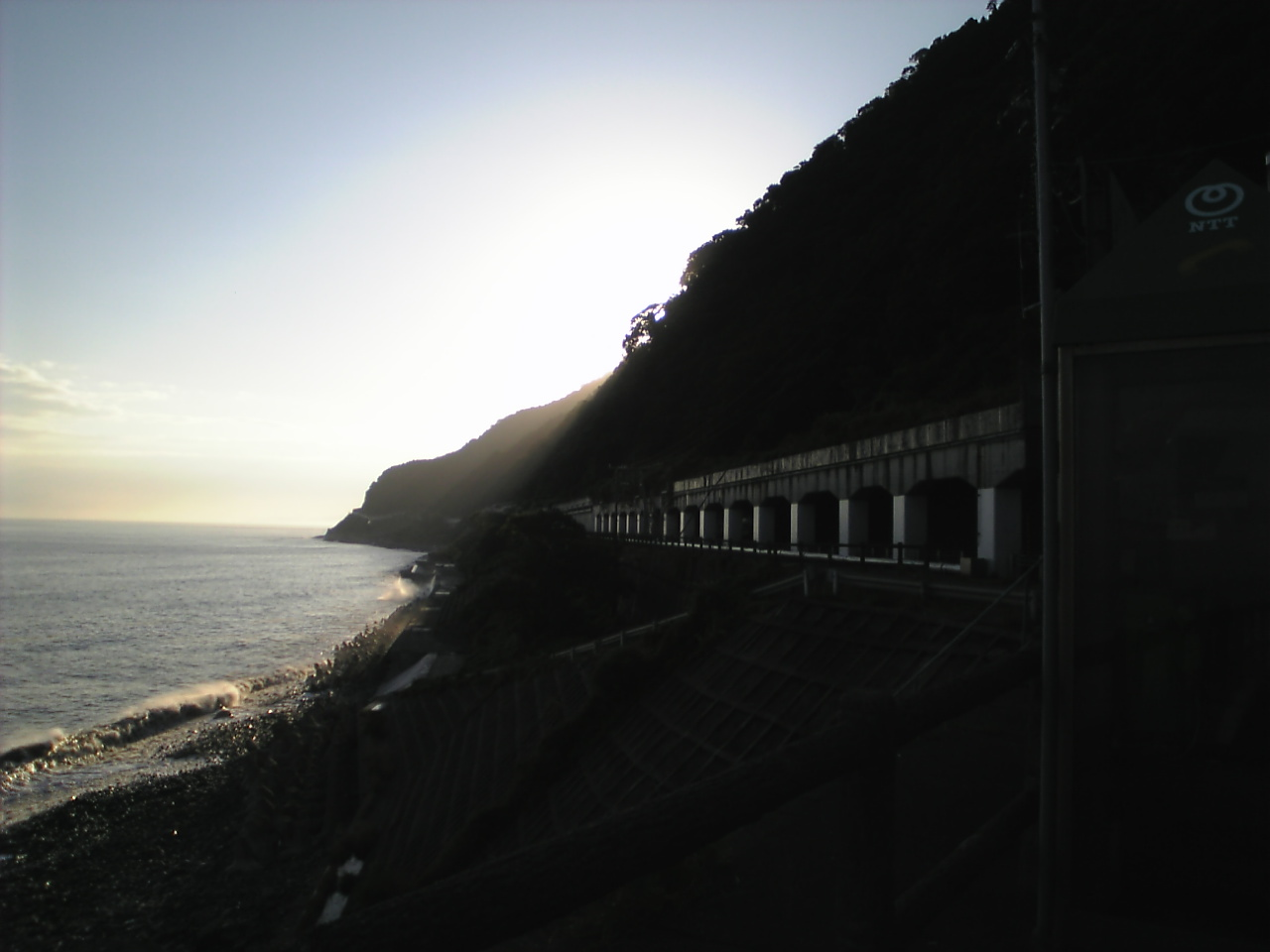
親不知海岸（2008年8月22日）

糸魚川市の海岸は、砂浜ではなく砂利や小石で形成されていることが大きな特徴である。糸魚川市の海岸で見られる石の種類は日本一といわれ、同市は「（自称）日本一の石ころタウン」と名乗っている。その多くの石が見られる理由として「フォッサマグナ」と「糸魚川静岡構造線」が挙げられる。
糸魚川静岡構造線は日本列島を東西に分ける断層であると同時に、フォッサマグナ西側の境界断層でもある。糸魚川静岡構造線より西にある山々には約1億年から5億年前(中・古生界）に生成された岩石があり、東にある山々には約2000万年前（新生界、新生代に形成された地層を指す）よりも新しい時代に生成された岩石が存在している。東西の山々からさまざまな時代の岩石が、姫川や青海川などの流れによって日本海まで運ばれ、波に乗って海岸に漂着する。海岸で見つかる多くの石は、東西の山々から長い時間をかけて川の流れを下り、海に出て波にもまれていたため、角が摩耗して手ごろな大きさになっている。
種類としては、火成岩（安山岩、流紋岩、ひん岩など）、変成岩（結晶片岩、ネフライト、蛇紋岩など）、堆積岩（砂岩、泥岩、石灰岩など）などで、ときにはルビーやサファイアが見つかることもある。岩石の時代的には古生代から新生代に至るもので、化石が含まれている岩石も時折見受けられる。
海岸で見つかる石の中に、ヒスイの原石が存在する。ヒスイは変成岩の仲間で、約5億年前に生成されたと推定されている。日本国内でヒスイを産する場所は、2018年（平成30年）の時点で糸魚川市を含めて12の地点、世界的には日本を含めてミャンマー、ロシア、カザフスタンなどの12の国のみである。
日本の海岸でヒスイの原石が見つかるのは、糸魚川市大和川地区の海岸から富山県下新川郡朝日町の宮崎・境海岸に続くごく限られた一帯のみで、世界的に見ても珍しいものとされる。ヒスイの出所については、既に述べたとおり山から姫川や青海川などの流れによって海まで運ばれてきたという説の他に、フォッサマグナでのヒスイを含んだ蛇紋岩層が糸魚川市から富山県朝日町にかけての海底にも分布していて、波の撹拌作用によってヒスイが海岸に打ち上げられるという説が存在する。ただし、後者の説については海底の地質や地層までが明らかになっていないため決め手を欠く。
昭和の終わり頃までは、糸魚川市の海岸でヒスイを見つけるのはそれほど困難ではなかった。当時は質の良い物のみを拾い、残りのヒスイは海に戻していたほどであった。
河川の上流から流れ下ってくるヒスイは川に設置されたたくさんの砂防堰堤に遮られて海岸に到達しにくくなった上に、海岸に置かれた無数のテトラポッドがヒスイ探しの障害となっている。このように条件の悪くなった現在でも、海岸で1日かけて探せば数個のヒスイを拾うことができる。

## ジオサイトとフォッサマグナミュージアム
糸魚川市に属する海岸のうち、糸魚川海岸と青海海岸、そして親不知海岸と市振海岸の4地点が糸魚川ジオパークを構成する24のジオサイトに含まれている。これら4地点は、小滝川硬玉産地（小滝川ヒスイ峡）、青海川の硬玉産地及び硬玉岩塊（青海川ヒスイ峡または橋立ヒスイ峡）などとともに「ヒスイに関係の深いジオサイト」とされる。以下に4つのジオサイトの特徴について述べる。
市振海岸

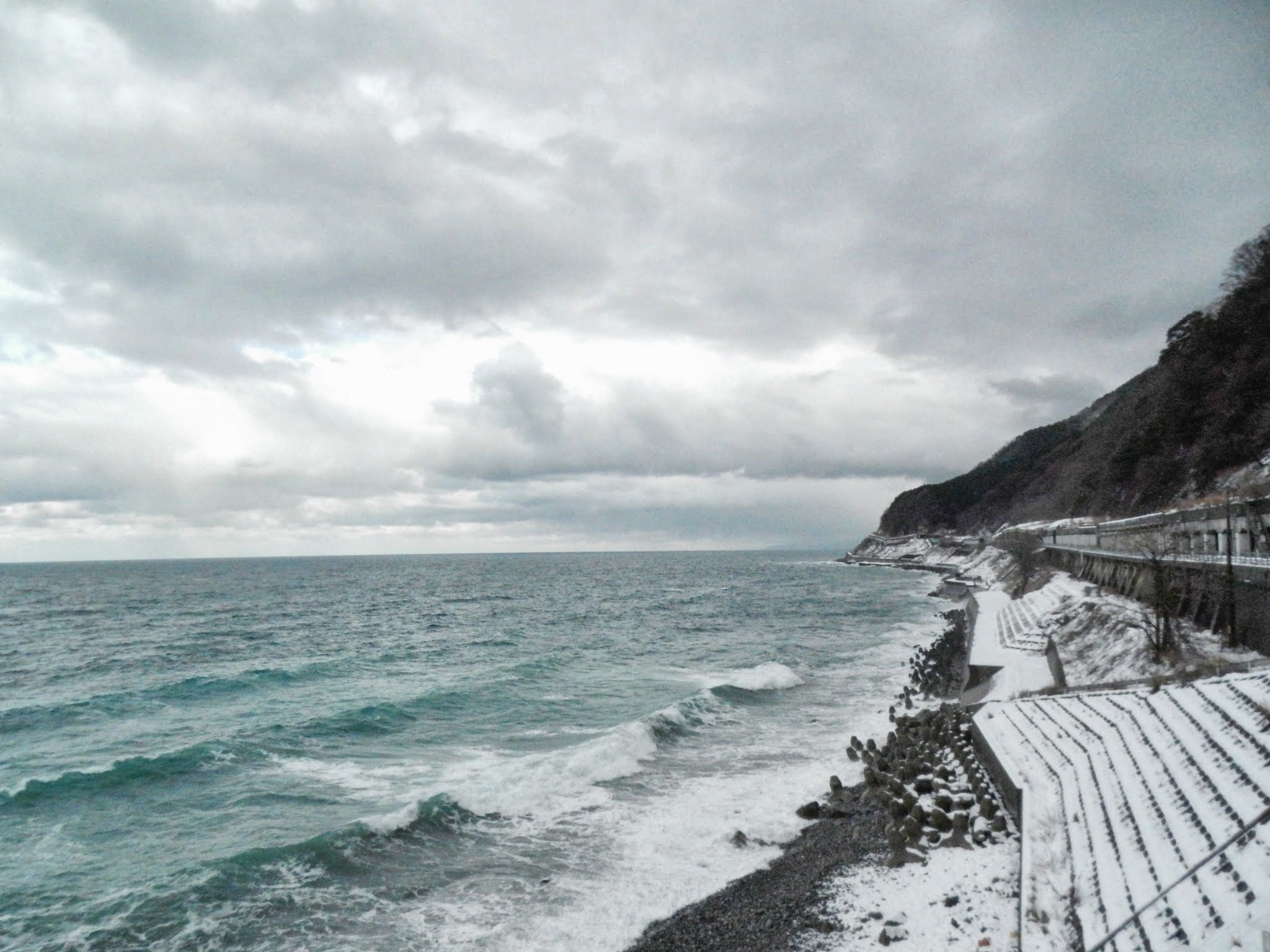
市振海岸（2014年4月7日）

『糸魚川ジオパーク巡検案内書1 市振』では「ヒスイと芭蕉の宿場まち」という副題をつけている。市振はかつて北陸道の宿場町として賑わい、松尾芭蕉も『おくのほそ道』紀行の途上で立ち寄っていた。地形的には、中生代白亜紀（約1億年前）の火山岩で形成された山が海の間近まで迫っている。海岸では、糸魚川や富山方面から打ち寄せられてきたヒスイを始めとするさまざまな種類の小石が見られる。富山県との県境を分ける境川（さかいがわ）の河原では、泥岩の中から二枚貝、植物、アンモナイトなどの化石を見つけることができる。

親不知海岸
『糸魚川ジオパーク巡検案内書2 親不知』では「断崖と街道と東西文化」という副題をつけている。親不知は北アルプスの山並みが一気に断崖絶壁となって日本海に落ち込む地形が約10キロメートルにわたって続き、通行困難な北陸道の難所として知られる。市振海岸と同様に、ここでもヒスイを始めとするさまざまな種類の小石を探すことができる。なお、「親不知火山岩類」と呼ばれる約1億年前の火山噴出物で形成された地層の中に、ガーネットが見つかるという。 ドキュメント72時間（2022年6月17日放送分）では、親不知海岸でヒスイを探している人達の様子が取材された。

青海海岸
『糸魚川ジオパーク巡検案内書3 青海海岸』では「縄文人のヒスイ海岸」という副題をつけている。田海川（とうみがわ）に近い寺地遺跡（てらじいせき、国の史跡）は縄文時代中期から後期の遺跡で、ヒスイ加工の工房だったことが判明している。姫川と青海川の間にある海岸では、この2つの河川が運んでくるヒスイを始めとした多くの石を観察することが可能である。田海川と青海川に挟まれた海岸は、ラベンダー（薄紫色）のヒスイが見つかることから「ラベンダービーチ」の愛称で親しまれている。

糸魚川海岸
『糸魚川ジオパーク巡検案内書15 糸魚川海岸』では「消えた砂丘とヒスイ海岸」という副題をつけている。現在では砂利や小石の海岸となっているが、昭和30年代までは野球ができるくらいの広さのある砂利混じりの砂浜であったという。砂浜は浸食によって徐々に失われてわずかに残るのみだが、夏場には海水浴も可能である。天気の良い日にはヒスイを探しながら散策する人も見受けられる。
1994年（平成6年）4月25日にオープンしたフォッサマグナミュージアムは、2014年（平成26年）9月8日から大規模な改修を行い、2015年（平成27年）3月9日にリニューアルオープンした。ミュージアムの第1展示室には、糸魚川の海岸で見つかったヒスイ原石が約400個展示されている。

## 参考画像

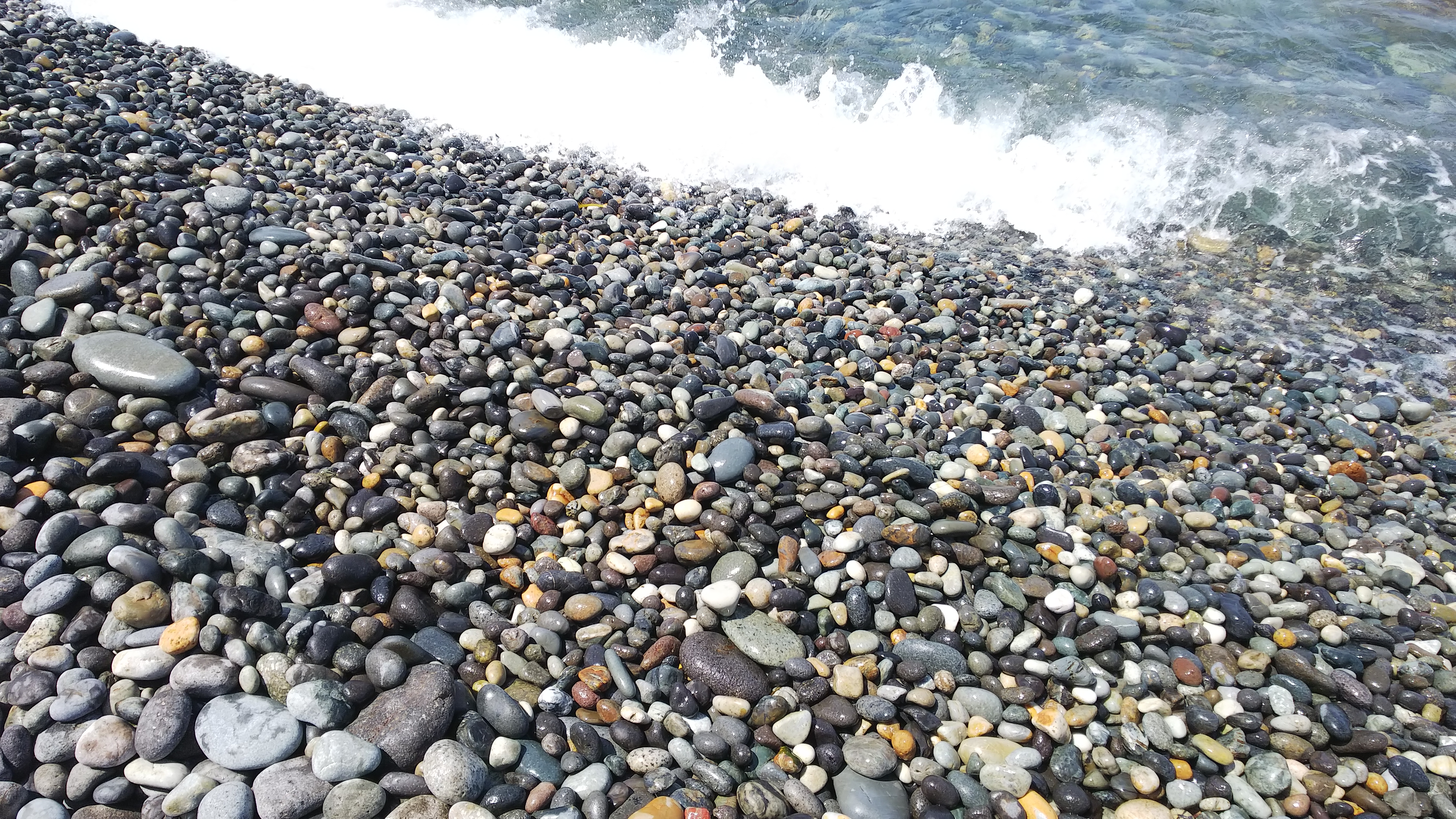
ヒスイ海岸の小石（糸魚川市寺町付近）
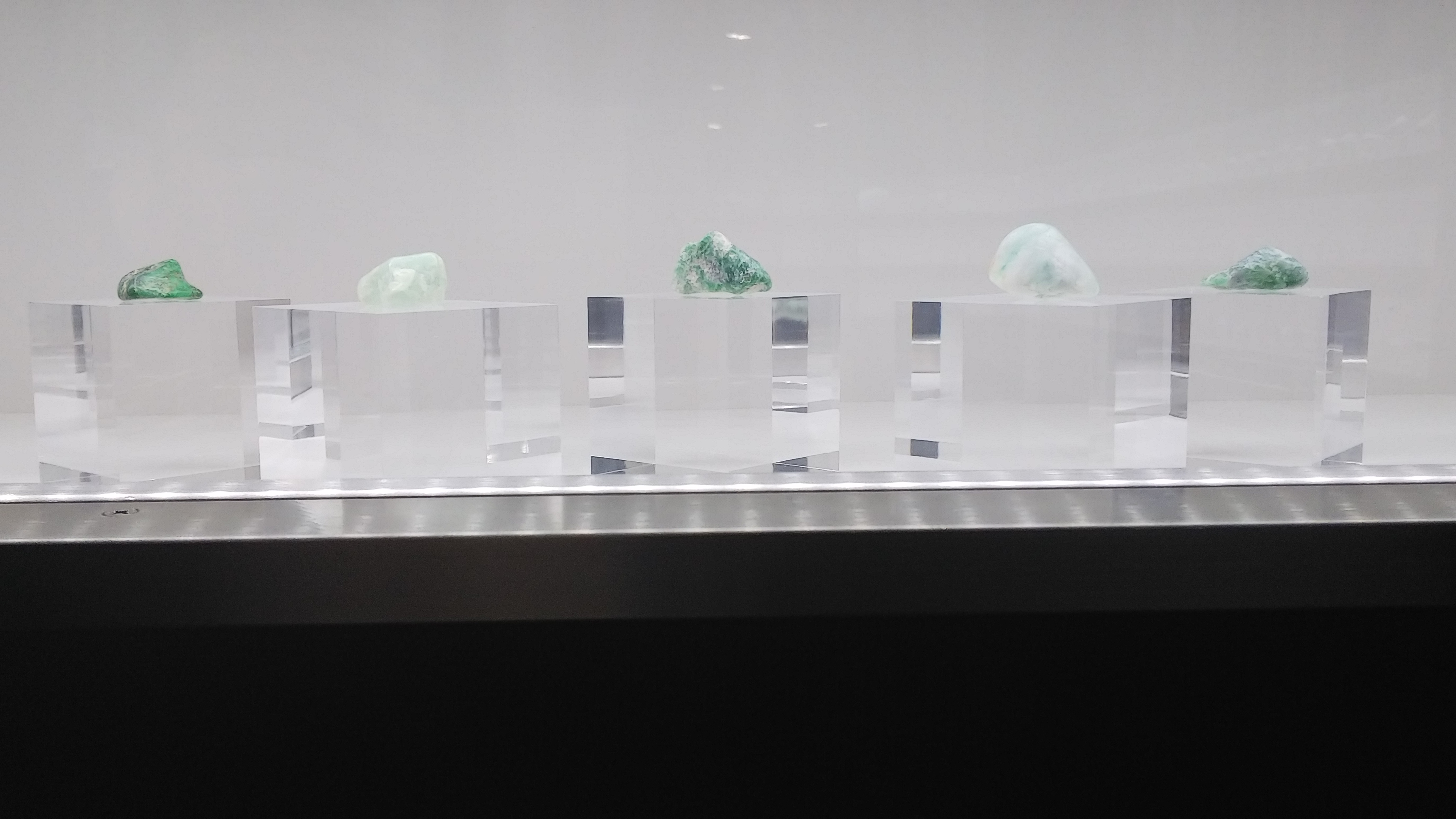
ヒスイ海岸で拾われた原石（フォッサマグナミュージアム）
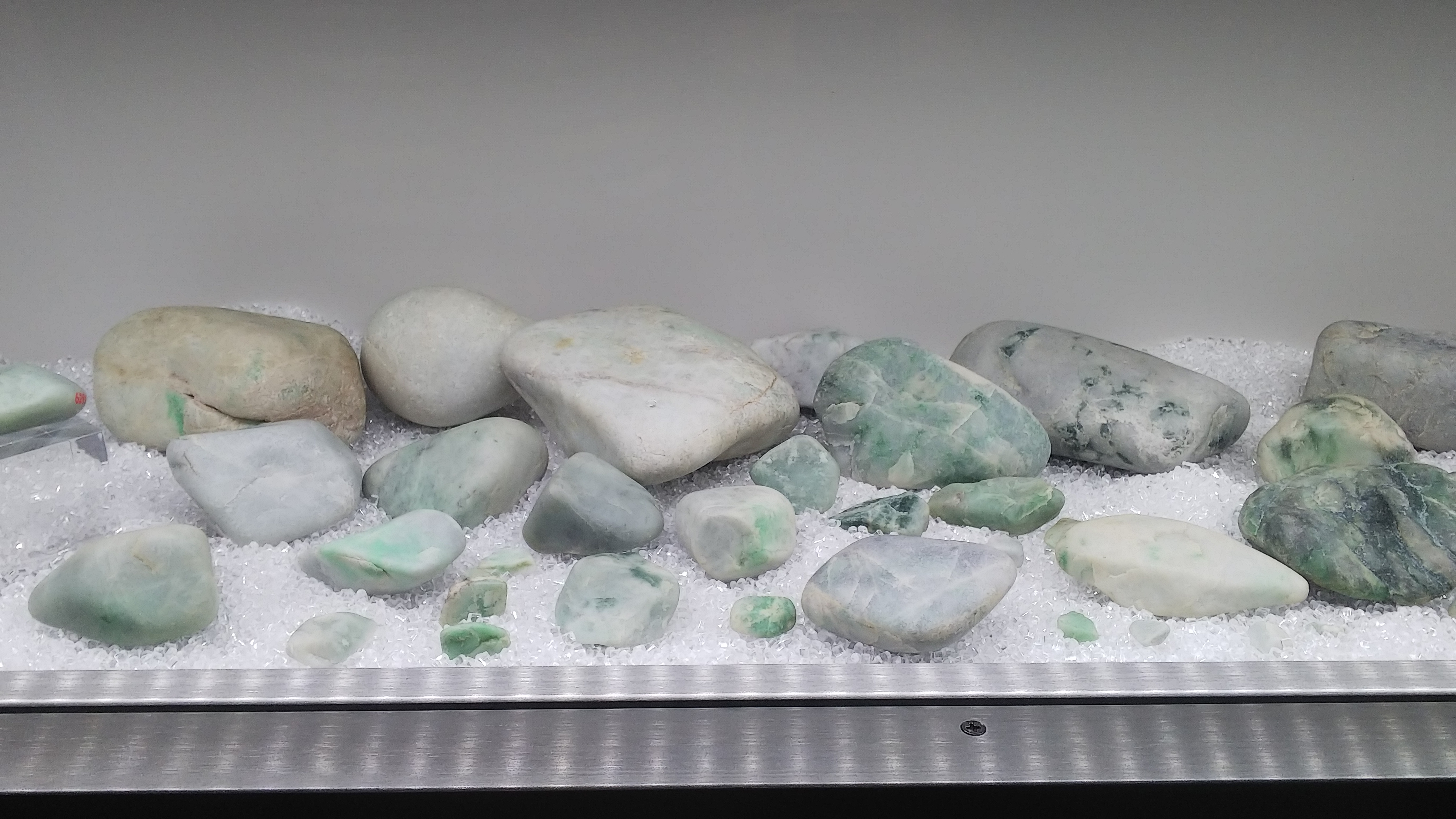
ヒスイ海岸で拾われた原石（フォッサマグナミュージアム）

## 交通アクセス
- 市振ジオサイト：えちごトキめき鉄道・あいの風とやま鉄道市振駅下車、または国道8号・道の駅越後市振の関[5]。
- 親不知ジオサイト：えちごトキめき鉄道親不知駅下車、または北陸自動車道親不知インターチェンジから道の駅親不知ピアパークまで車で約5分[6]。
- 青海海岸ジオサイト：えちごトキめき鉄道青海駅下車、または北陸自動車道糸魚川インターチェンジから須沢臨海公園・青海シーサイドパークまで車で約15分[7]
- 糸魚川海岸ジオサイト：北陸新幹線・えちごトキめき鉄道・JR西日本糸魚川駅下車、徒歩約5分、または北陸自動車道糸魚川インターチェンジから車で約10分[8][11]